# Bathycrinus equatorialis
Bathycrinus equatorialis is een haarster uit de familie Bathycrinidae.
De wetenschappelijke naam van de soort werd in 1908 gepubliceerd door Austin Hobart Clark.